# ذبابة الأزهار المطرية
ذبابة الأزهار المطرية أو ذبابة الطير (الاسم العلمي: Anthomyia pluvialis) هي نوع من الحشرات تتبع جنس ذبابة الأزهار من فصيلة ذباب الأزهار. يرقاتها هواكة تعيش في أوكن الطير.